# Guásimas de Belem
Guásimas de Belem, o solo Guásimas, es un pueblo del municipio de Guaymas, ubicado en el sur del estado mexicano de Sonora, en el valle del Yaqui, en la costa con el Mar de Cortés. 

## Población
El pueblo es la quinta localidad más habitada del municipio, ya que según los datos del Censo de Población y Vivienda realizado en 2020 por el Instituto Nacional de Estadística y Geografía (INEGI), Guásimas de Belem tiene un total de 1,959 habitantes.

## Geografía
Guásimas se sitúa en las coordenadas geográficas 27°53'09" de latitud norte y 110°34'54" de longitud oeste del meridiano de Greenwich, a una elevación de 4 metros sobre el nivel del mar.